# ناثانيل جي. إس. هارت
ناثانيل جي. إس. هارت (بالإنجليزية: Nathaniel G. S. Hart)‏ هو محامي أمريكي، ولد في 1784 في هاجرستاون في الولايات المتحدة، وتوفي في 23 يناير 1813.